# Гиль, Владимир Владимирович
Влади́мир Влади́мирович Гиль (псевдоним И. Г. Родио́нов или Радио́нов, нем. Rodjanoff; 11 июня 1906, Вилейка, Виленская губерния — 14 мая 1944, хутор Накол, Глубокский район, Витебская область, Белорусская ССР, СССР) — подполковник Красной армии, добровольно пошедший на сотрудничество с гитлеровской внешней разведкой СД после того, как в июле 1941 года попал в немецкий плен.
В лагере военнопленных Гиль возглавил Боевой союз русских националистов, созданный органом немецкой разведки «Цеппелин» для прикрытия разведывательно-диверсионной деятельности против СССР из кандидатов, предварительно отобранных сотрудниками СД. Затем командовал рядом формирований СС, последним из которых была 1-я русская национальная бригада СС «Дружина». Руководимые Гилем подразделения, отличаясь чрезвычайной жестокостью, принимали участие в акциях уничтожения евреев на территории Польши, а также в карательных и антипартизанских операциях СС на территории СССР, причем под конец — будучи советским агентом, дабы таким образом намеренно провоцировать местное население на ненависть к оккупантам. Перевербовка Гиля стала результатом специальной операции партизан и НКВД, в августе 1943 года он перешёл вместе с большей частью бригады на советскую сторону, где из числа перебежчиков под его же командованием была сформирована 1-я Антифашистская партизанская бригада, затем вошедшая в Полоцко-Лепельское партизанское соединение.
5 мая 1944 года во время прорыва партизанских бригад Полоцко-Лепельского соединения из окружения северо-западнее райцентра Ушачи получил тяжёлое ранение. Умер 14 мая 1944 года.

## Биография

### Ранние годы
Согласно личному делу, которое хранится в Центральном архиве Министерства обороны Российской Федерации, Владимир Владимирович Гиль родился 11 июня 1906 года в городе Вилейка Виленской губернии Российской империи (ныне Минская область, Республика Беларусь). По национальности — белорус, выходец из рабочей семьи. У него были брат Иван и сестра Елена.
Во время Первой мировой войны семья переехала в Бобруйск, а в 1918 году — в село Дараганово Бобруйского уезда Минской губернии (ныне Осиповичский район Могилёвской области). В 1921 году Владимир вступил в комсомол. В 1922 году окончил 9 классов школы на станции Дараган Слуцкой железнодорожной ветки. Работал избачом и секретарём сельсовета в деревне Новые Дороги (ныне Стародорожский район, Минская область).

### Служба в РККА
15 октября 1926 года Владимир Гиль был зачислен курсантом в Борисоглебско-Ленинградскую кавалерийскую школу. 1 сентября 1929 года был назначен командиром взвода в 32-й Белоглинский кавалерийский полк. Член ВКП(б) с 1931 года (партбилет № 0268567). 3 февраля 1934 года назначен командиром эскадрона, 4 апреля 1935 года — помощником начальника штаба 33-го Ставропольского кавалерийского полка. 19 сентября 1937 года зачислен слушателем в Военную академию РККА им. М. В. Фрунзе, которую окончил с отличием в 1940 году.
В 1938 году ему было присвоено воинское звание капитана, в 1939 году — звание майора, 28 февраля 1940 года — звание подполковника. 19 мая 1940 года он был назначен начальником 5-й части штаба 12-й кавалерийской дивизии, 28 ноября — начальником штаба 8-й моторизованной пулемётно-артиллерийской бригады, 5 марта 1941 года — начальником оперативного отдела штаба 12-го механизированного корпуса. С 22 марта 1941 года служил начальником штаба 229-й стрелковой дивизии.
Летом 1941 года 229-я стрелковая дивизия попала в окружение под Толочином (ныне Витебская область). Подполковник Гиль был взят в плен 16 июля 1941 года под Богушевском (ныне Сенненский район, Витебская область) и отправлен в офицерский лагерь № 68 (Oflag 68) в Сувалках (ныне Подляское воеводство, Польша). По его собственным словам, он попал в плен раненым, однако в карточке военнопленного указано, что на момент пленения Гиль был здоров.

### Переход на сторону врага
Вскоре Гиль стал русским помощником коменданта сувалковского лагеря. В воспоминаниях «Я был власовцем…» Леонид Самутин, также содержавшийся в этом лагере, так описал Гиля:

Он был чуть выше среднего роста, шатен с серыми холодными глазами. Он редко смеялся, но при смехе выражение его глаз не менялось, они оставались такими же холодными, как и обычно... Говорил он несколько странно — с каким-то акцентом, но правильно.
В лагере был установлен предельно жестокий режим: военнопленные «жили» в ямах, питались травой, листьями и корой деревьев. Бесчеловечные условия существования вызвали эпидемию тифа, и к апрелю 1942 года из 60 тысяч человек в лагере осталось около 2000.

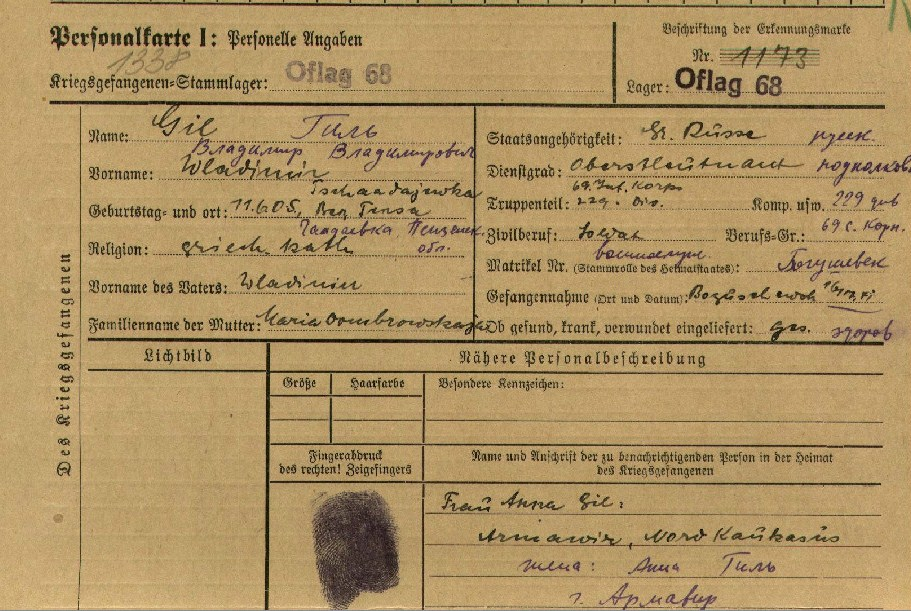
Карточка военнопленного, заведённая на Гиля в офицерском лагере № 68 в Сувалках, 1941 год

Осенью 1941 года под контролем администрации сувалковского лагеря была создана так называемая «Национальная партия русского народа». Членами этой антибольшевистской группы под руководством Гиля стали 25 бывших командиров РККА, которые были предварительно отобраны комиссиями Службы безопасности (СД) как лица, заслуживающие доверия и представлявшие интерес для диверсионной деятельности. В начале 1942 года группа из организации Гиля была направлена в вербовочный лагерь под Бреслау (ныне Вроцлав, Польша), а затем в месячную «ознакомительную поездку» по Германии.
В марте 1942 года при VI отделе РСХА была создана организация «Цеппелин», главной целью которой стало противодействие партизанской войне и диверсионная деятельность на территории Советского Союза. Для этого было решено использовать добровольцев, которые должны были действовать от имени специально созданных политических организаций, якобы ведущих борьбу против большевизма независимо от немцев. В результате 20 апреля 1942 года под эгидой организации «Цеппелин» был учрежден «Боевой союз русских националистов» (БСРН), а Гиль назначен его руководителем. Союз утвердил программу, в которую входили вооружённая борьба против советской власти и установление после войны в России порядка по германскому образцу. Руководители «Цеппелина» намеревались использовать добровольцев в своих целях ещё до их отправки за линию фронта и заодно хотели проверить их благонадёжность. 1 мая сто бывших военнопленных, вступивших в БСРН, были освобождены из лагеря и переодеты в новое чешское обмундирование, получив вооружение — 150 автоматов, 50 ручных и станковых пулемётов и 20 миномётов. Бывших командиров РККА в качестве рядовых свели в один взвод. В сопровождении офицеров СД сотня переехала в Парчев — Люблин, где располагалось подразделение организации «Цеппелин», занимавшееся подготовкой русских коллаборационистов. Через три недели интенсивных занятий личный состав был привлечён к спецоперациям по уничтожению евреев и охоте на польских партизан Армии Крайовой в Томашевском, Замостьском, Рака-Русском и Парчевском уездах.
В этот период формирование получило официальное наименование 1-й Русский национальный отряд СС, ставший известным также под названием «Дружина». Гиль был назначен командиром «Дружины» и взял псевдоним «Родионов», возможно, от имени деда по матери. В составе отряда были три роты (сотни). Он был придан СД, а в его задачи входила полицейская служба на оккупированной территории и борьба против партизанских отрядов.

### Батальон Родионова
К концу лета 1942 года на базе сотни Гиль-Родионова был развёрнут батальон, сформированный за счёт пополнений, отобранных в разных лагерях. От других подразделений восточных войск он отличался не только тем, что подчинялся СД, но и высокой степенью технической оснащённости. Знаки различия личного состава соответствовали принятым в войсках СС, но погоны были собственного образца, на обшлагах офицерских мундиров имелась нарукавная повязка с надписью «За Русь!».
В конце августа 1942 года батальон был переброшен в оккупированный Смоленск и расквартирован в бывшей городской тюрьме. В октябре 1942 года его направили в Могилёвскую область, под Старый Быхов. Личный состав охранял железную дорогу на участке Быхов — Тощица и участвовал в антипартизанской операции в Кличевском, Белыничском и Березинском районах. На время этой операции в состав батальона включили 150 немецких военнослужащих и белорусских полицейских. 9 октября 1942 года Эрих фон дем Бах-Зелевски, уполномоченный рейхсфюрера СС по борьбе с бандами, писал в дневнике об успехах «батальона Родионова»:

В результате очень умелой пропаганды батальона Родионова 107 членов бандформирований переходят на сторону батальона. Прочие успехи батальона: 25 убитых врагов, 5 пленных, 1 миномёт, 1 ручной пулемёт, 2 пистолета, 12 винтовок.
Историки затрудняются сказать, насколько результативными были действия батальона против партизан в октябре 1942 года. Однако известно, что 25 ноября 1942 года первая рота батальона Родионова, взорвав железнодорожный мост через реку Друть на перегоне Осиповичи — Могилёв, который она должна была охранять, и убив всех немцев, перешла на сторону партизан Кличевского района. В тот же день Эрих фон дем Бах-Зелевски отметил в дневнике:

Я сильно упрекаю себя, так как у меня уже и раньше были большие сомнения относительно политической деятельности этого Родионова.

### Бригада СС «Дружина»
В декабре 1942 года в учебном центре СС под Дембицей завершилось формирование 2-го Русского национального отряда СС («Дружины II») численностью 300 человек, которое было поручено начальнику штаба Гиль-Родионова, бывшему капитану РККА Андрею Блажевичу. В марте 1943 года обе «Дружины» слились в 1-й Русский национальный полк СС, личный состав которого насчитывал 1500 человек (в том числе 126 офицеров и 146 унтер-офицеров). Гиль-Родионов был назначен командиром полка. Блажевич возглавил Службу предупреждения, его заместителем стал бывший генерал-майор РККА Павел Богданов. Полк насчитывал три стрелковых и один учебный батальон, а также различные вспомогательные подразделения (пять рот, семь взводов и авиаотряд). В мае 1943 года на базе полка началось формирование 1-й Русской национальной бригады СС «Дружина», которое закончилось в конце июня. Бригада дислоцировалась в деревне Лужки Шарковщинского района Витебской области (зона была закреплена за бригадой для самостоятельных действий против партизан) и состояла из трёх строевых и одного учебного батальонов, автороты, артиллерийско-миномётной батареи, пулемётной роты, учебной роты, роты боевого питания, двух взводов кавалерии, комендантского взвода, санчасти, хозчасти, штурмовой роты, сапёрного взвода, роты связи и взвода полевой жандармерии. Контролировал бригаду штаб связи СД в составе 12 человек во главе с ярым национал-социалистом штурмбаннфюрером СС Карлом Аппелем. Численность бригады в июле составляла 3 тысячи человек, около 20% из которых были бывшими военнопленными, а остальную часть составляли полицейские и мобилизованное население. В целом численность бригады никогда не превышала 4—5 тысяч человек.
Развёртывание «Дружины» в полк и бригаду сопровождалось постоянными боями с партизанами и велось на фоне пика пропагандистской кампании вокруг формируемой генералом А. А. Власовым «Русской освободительной армии»: Власов ожидал, что «Дружина» станет первой воинской частью, подчиняющейся непосредственно РОА. Во второй половине января 1943 года в составе соединения бригадефюрера CC Курта фон Готтберга формирование Гиль-Родионова привлекли к операции «Праздник урожая» в Пуховичском и Слуцком районах Минской области. В результате 1165 человек были убиты карателями, 1308 мужчин и женщин угнаны в Германию, было захвачено большое количество крупного рогатого скота и сельскохозяйственной продукции. «Дружина» привлекалась и к операции «Праздник урожая II», прошедшей с 30 января по 15 февраля 1943 года на территории Минской области. При этом родионовцы действовали в одной боевой группе с особым батальоном СС Оскара Дирлевангера и 1-м батальоном 23-го полицейского полка СС под командованием майора охранной полиции Зигфрида Бинца. В ходе операции сжигались деревни и сёла, уничтожалось население, связанное с партизанами. В итоге были расстреляны 2325 человек, около 300 человек вывезены в Германию. В феврале 1943 года «Дружина» участвовала в одной из самых кровавых антипартизанских операций «Февраль».
С 15 мая по 22 июня 1943 года «Дружина» была задействована против партизан Борисовско-Бегомльской зоны в рамках антипартизанской операции «Котбус». По воспоминаниям бывшего секретаря Минского подпольного обкома партии и командира партизанского соединения Романа Мачульского, несколько дивизий, полицейских полков и карательных батальонов вместе с «Дружиной» окружили партизан в лесном массиве по берегам Березины, однако основные силы сумели прорвать кольцо окружения и выйти из блокады, причём произошло это на том участке, который контролировала «Дружина». Мачульский писал, что во время блокады и после неё большинство солдат и офицеров бригады лояльно относились к местному населению, и имели место случаи, когда люди Гиля при встрече с партизанами не обстреливали их. Историки не исключают, что в некоторых подразделениях «Дружины» были солдаты, которые действительно не терроризировали местное население, давали партизанам возможность выйти из окружения и даже не вступали с ними в перестрелку. В то же время они указывают и на другие факты: разгром партизанского госпиталя бригады «Железняк», участие в блокаде Домжерицких болот, «усмирительные акции», в том числе сожжение деревень и расстрелы мирных жителей, причём этим занимались большинство «дружинников».
От идеи включения бригады в состав РОА «власовцы» в итоге отказались, сославшись на деморализацию личного состава бригады в ходе боёв против партизан. Моральный климат в бригаде вызвал обеспокоенность и у немецкого командования: в Берлин стали поступать сообщения о политической неблагонадёжности отдельных бойцов «Дружины», а в одном из донесений было прямо сказано о том, что своим поведением Родионов не внушает доверия. Изменения в его настроениях заметил и начальник VI отдела РСХА Вальтер Шелленберг, который позднее вспоминал:

Я несколько раз беседовал с Гилем и не мог отделаться от чувства, что его антисоветская позиция пошатнулась. Манера, в какой он критиковал ошибки немецкого руководства по отношению к России в целом и — ссылаясь на немецкую пропаганду о русском недочеловеке — особенно по отношению к населению и военнопленным, имела такой оттенок, который должен был вызвать подозрение.
По мнению историков, стремление выжить, видимо, было для Гиля важнее любой идеологии. Он видел, что положение немцев ухудшается с каждым месяцем, а над ним самим начинают сгущаться тучи. Стремление выжить любой ценой Гиль маскировал, прибегая к демагогии, моральным постулатам, напускной рефлексии по поводу судьбы русского народа. При этом сохранить жизнь и власть, с которой он не хотел расставаться, пока можно было только при условии возвращения на советскую сторону.

### Переход на сторону партизан

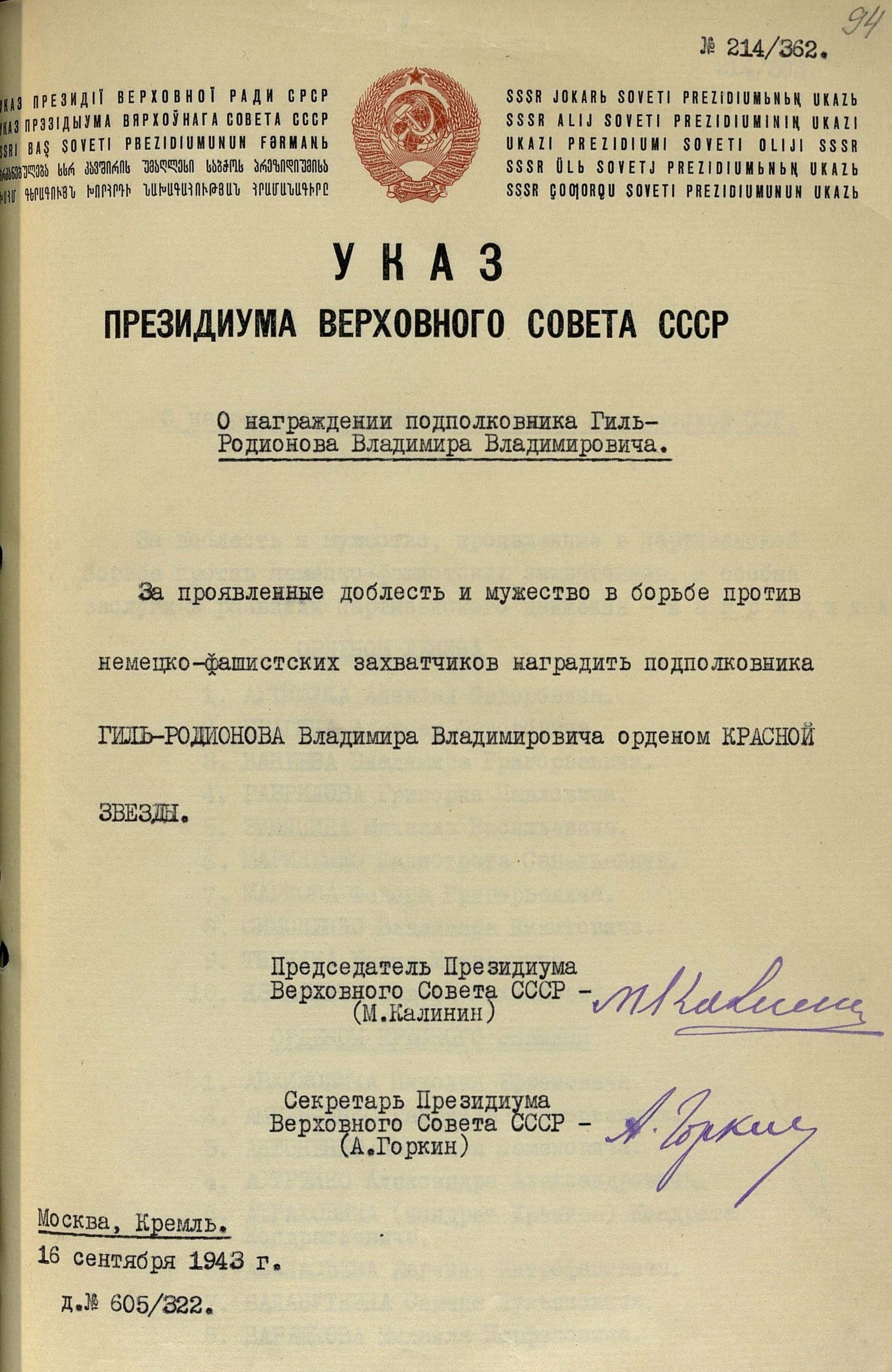
Указ Президиума Верховного Совета СССР от 16 сентября 1943 года о награждении Гиля орденом Красной Звезды

Летом 1943 года «Дружина» была переброшена в Докшицы (ныне Витебская область) и вела бои против партизанской бригады «Железняк». В начале июля между Владимиром Гилем и командиром партизанской бригады «Железняк» Иваном Титковым завязалась переписка — Титков агитировал Гиля перейти на советскую сторону. После недели переписки Гиль задал партизанскому командиру вопрос о гарантиях на случай перехода. Одним из поводов для перехода бригады на сторону партизан стала переброска новых частей немецкой полевой жандармерии в конце июля, хотя бригаде обещали доставить вооружение. По словам Романа Мачульского, гитлеровцы намеревались предпринять в отношении бригады «какие-то меры».
Утром 16 августа 1943 года состоялась встреча комбригов, на которой они лично обсудили гарантии для «дружинников» и условия перехода: разоружение бригады, арест и выдача её командования из числа коллаборационистов и ликвидация немецких военнослужащих. Выполняя условия партизан, Гиль и его подчинённые в этот день арестовали начальника контрразведки бригады П. В. Богданова, белоэмигрантов — князя Л.С.Святополк-Мирского, графа Вырубова, штабс-капитана Шмелёва, а также сотрудников «Службы предупреждения», представителей гражданской администрации Докшицкого района и всех немцев, находившихся при «Дружине». Большинство немцев были повешены. Оставшихся в живых пленных отвели в бригаду «Железняк», где позднее их допросами занялись представители НКВД-НКГБ. Богданова и эмигрантов отправили в Москву и впоследствии казнили.
На сторону партизан перешла большая часть формирования — 106 офицеров, 151 человек младшего командного состава, 1175 рядовых. Но оказалось немало и таких, кто не захотел возвращаться: на сборный пункт, развернутый сотрудниками «Цеппелина» в Глубоком, прибыли не менее 500 человек, в том числе 30 офицеров.
Общий переход «Дружины» к партизанам завершился к 24 часам 16 августа 1943 года. Гиль зачитал заранее подготовленный приказ, по которому бригада получила название «1-я Антифашистская партизанская бригада», а бойцы обязались «беспощадно истреблять фрицев до последнего их изгнания с русской земли». Большинство бойцов встретили приказ криком «ура!» и потребовали послать их в бой. В доказательство своей лояльности партизанам бригада успешно атаковала немецкий гарнизон в Докшицах и железнодорожную станцию Крулевщина. Утром 18 августа немцы провели контрнаступление при поддержке танков и авиации, в результате которого подразделения бригады едва не попали в окружение.
20 августа на Бегомльский аэродром приземлился самолёт с рабочей группой Центрального штаба партизанского движения, которая должна была изучить обстановку в бывшей «Дружине», разобраться в обстоятельствах перехода и проверить возможность ее использования в борьбе против гитлеровцев. Планировалось также подвергнуть личный состав бригады фильтрации. Для этой цели в группу вошли представители контрразведки — майор Георгий Морозкин и капитан Константин Доморад, впоследствии начальник особого отдела НКВД Партизанского соединения Борисово-Бегомльской зоны.
22 августа члены подпольного ЦК компартии Белоруссии Иван Ганенко и Роман Мачульский встретились с Гилем. Его волновал вопрос, простят ли его за службу на стороне оккупантов. Его собеседники, в свою очередь, хотели узнать, как он, советский офицер, оказался по ту сторону баррикад. По словам Гиля, он согласился на создание националистического формирования с расчётом вывести из лагеря как можно больше пленных, получить от немцев снаряжение и вооружение и при удобном случае перейти линию фронта. Мачульский упрекнул его за слишком позднее решение перейти к партизанам, а Гаенко не стал скрывать сложного положения Гиля и заметил, что прежде чем ему смогут поверить, должно пройти время.
25 августа Гиль приступил к обязанностям командира. На следующий день 1-я Антифашистская партизанская бригада была окончательно сформирована, а её личный состав принял «партизанскую присягу». В подразделения бригады были направлены коммунисты и комсомольцы, в том числе 12 политработников. В этот период сотрудники опергруппы «Август» НКГБ проверяли командирский и рядовой состав. В ходе проверки было выявлено 23 немецких агента. Комиссаром бригады был назначен бывший комиссар партизанской бригады «Большевик» Иван Тимчук.
16 сентября 1943 года подполковник Гиль указом Президиума Верховного Совета СССР был награждён орденом Красной Звезды с формулировкой «за проявленные доблесть и мужество в борьбе против немецко-фашистских захватчиков». По некоторым данным, он был восстановлен в РККА ещё и с присвоением очередного звания полковника, однако эти сведения не подтверждены документально. Награждение Гиля стало эффективным пропагандистским ходом, который положительно повлиял на личный состав бригады.
21 сентября бригада участвовала в разгроме немецкого гарнизона в местечке Зембин, убив 94 немецких солдата, двух офицеров и 14 полицейских, уничтожив три ДЗОТа, склад с боеприпасами и продовольственный склад. В ночь на 26 сентября четыре отряда бригады перебили на железной дороге Королев Стан — Смолевичи 2485 рельсов, уничтожив блокпост и четыре дзота, а артиллерийско-миномётным огнём были сожжены и разрушены на станции Смолевичи вокзал, общежитие, казармы, склад со снаряжением и эшелон в составе 15 вагонов.
Бывший начальник Белорусского штаба партизанского движения (БШПД) Пётр Калинин в своих мемуарах писал о заметной нервозности Гиля, хотя тот и пытался не показать вида. Несмотря на высокую награду, Гиль наверняка понимал, что благосклонность к нему будет сохраняться лишь до тех пор, пока он нужен в пропагандистских целях, чтобы на его примере продемонстрировать успехи партизан в деле разложения созданных немцами добровольческих военизированных формирований.

### Последний бой и гибель
С конца осени 1943 года 1-я Антифашистская партизанская бригада дислоцировалась в Полоцко-Лепельской партизанской зоне на территории Ушачского района. Всего к весне 1944 года в Полоцко-Лепельской партизанской зоне действовало 16 партизанских бригад численностью более 17 тысяч человек.
11 апреля 1944 года в соответствии с решением немецкого командования подразделения вермахта, полиции и СС приступили к крупномасштабной карательной операции «Весенний праздник» с целью разгрома партизанских формирований в Полоцко-Лепельской партизанской зоне. К 1 мая партизаны оказались в окружении на «пятачке» размером 5 × 5 км в Матыринском лесу северо-западнее города Ушачи.

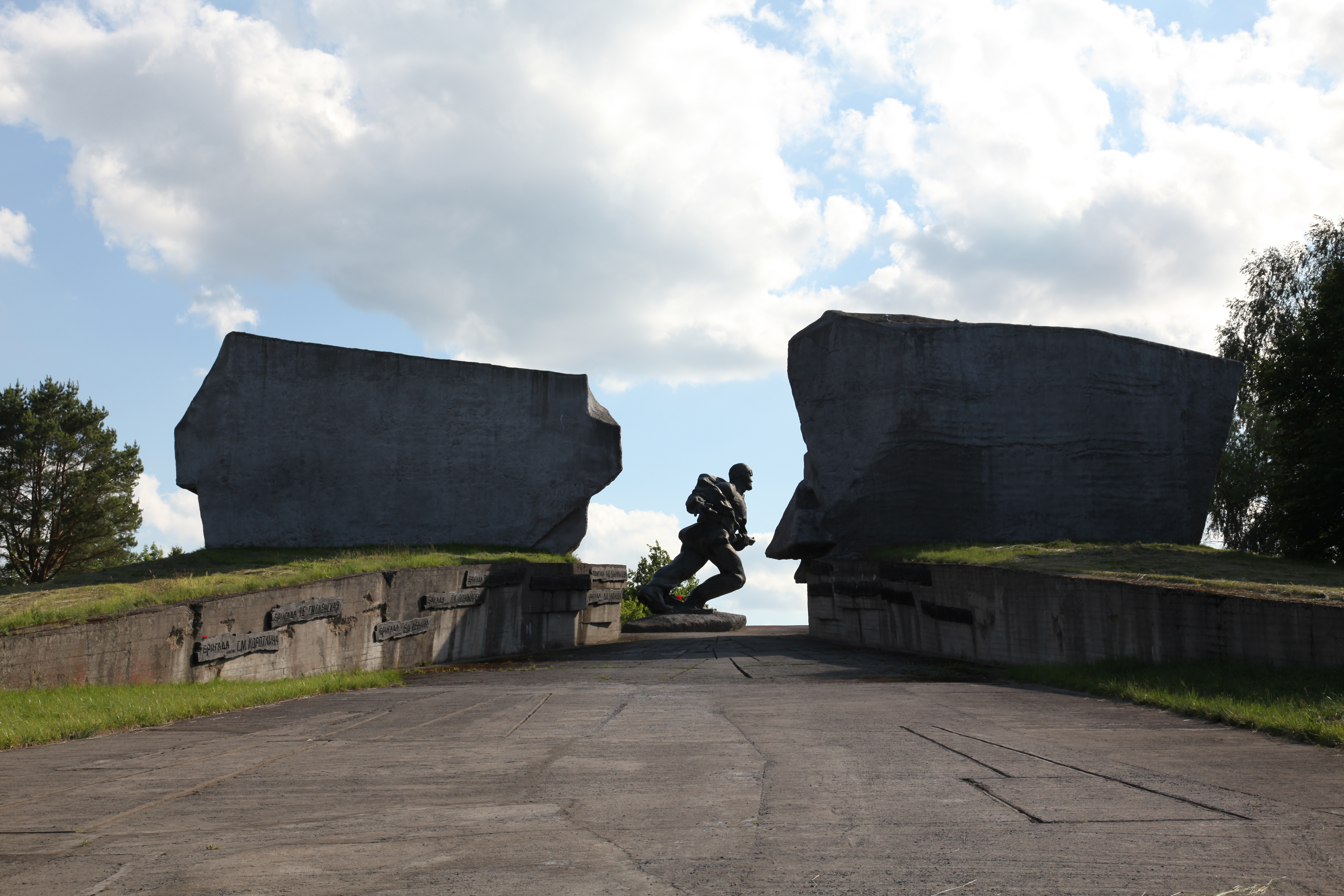
Мемориальный комплекс «Прорыв», Ушачи

В ночь на 5 мая 1944 года 1-я Антифашистская партизанская бригада в составе других партизанских бригад Полоцко-Лепельского партизанского соединения пошла на прорыв немецкого окружения. Из 1413 её бойцов погибают 1026 человек. В районе деревни Заборовка Гиль-Родионов был ранен осколками мины в голову и в грудь. С поля боя его вынес ординарец. На лошадях и носилках раненого комбрига доставили в Голубицкую пущу. 14 мая 1944 года Гиль скончался и был похоронен на партизанском кладбище у хутора Накол Глубокского района.
Бывший руководитель оперативной группы ЦШПД и БШПД по Полоцко-Лепельскому партизанскому соединению В.Е. Лобанок о смерти Гиля позже сказал: «Может, и лучше, что такой конец; и не было огорчений, если бы он попал в Москву».

## Оценки и память
Бывшие партизаны, которым довелось служить с Гилем, расходятся в своих оценках его действий. Комиссар 1-й Антифашистской бригады Иван Тимчук называл Гиля «настоящим русским человеком с храбрым сердцем», в то время как начальник Белорусского штаба партизанского движения Пётр Калинин не считал возможным сказать о Гиле доброе слово, напомнив о карательных акциях бригады СС «Дружина» против партизан, о её зверствах над мирным населением в Кличевском, Лепельском и других районах. Бывший начальник штаба 3-го отряда бригады «Железняк» Сергей Табачников писал, что решение Гиля вернуться к партизанам «выглядело искренним», и свою вину он искупил.
С точки зрения историков, Гиль представляет собой феномен двойного предательства. В то же время подчёркивается противоречивость и даже трагизм положения, в котором он оказался, и выходом из него могла стать только гибель в бою. Сергей Головко в статье, опубликованной журналом «Беларуская думка», издающемся Администрацией президента РБ, называет Гиля человеком «весьма драматичной судьбы», а сведения об участии в военных преступлениях «противоречивыми», утверждая, что эсэсовские начальники якобы подозревали того в антинацистских взглядах.

### Перезахоронение останков

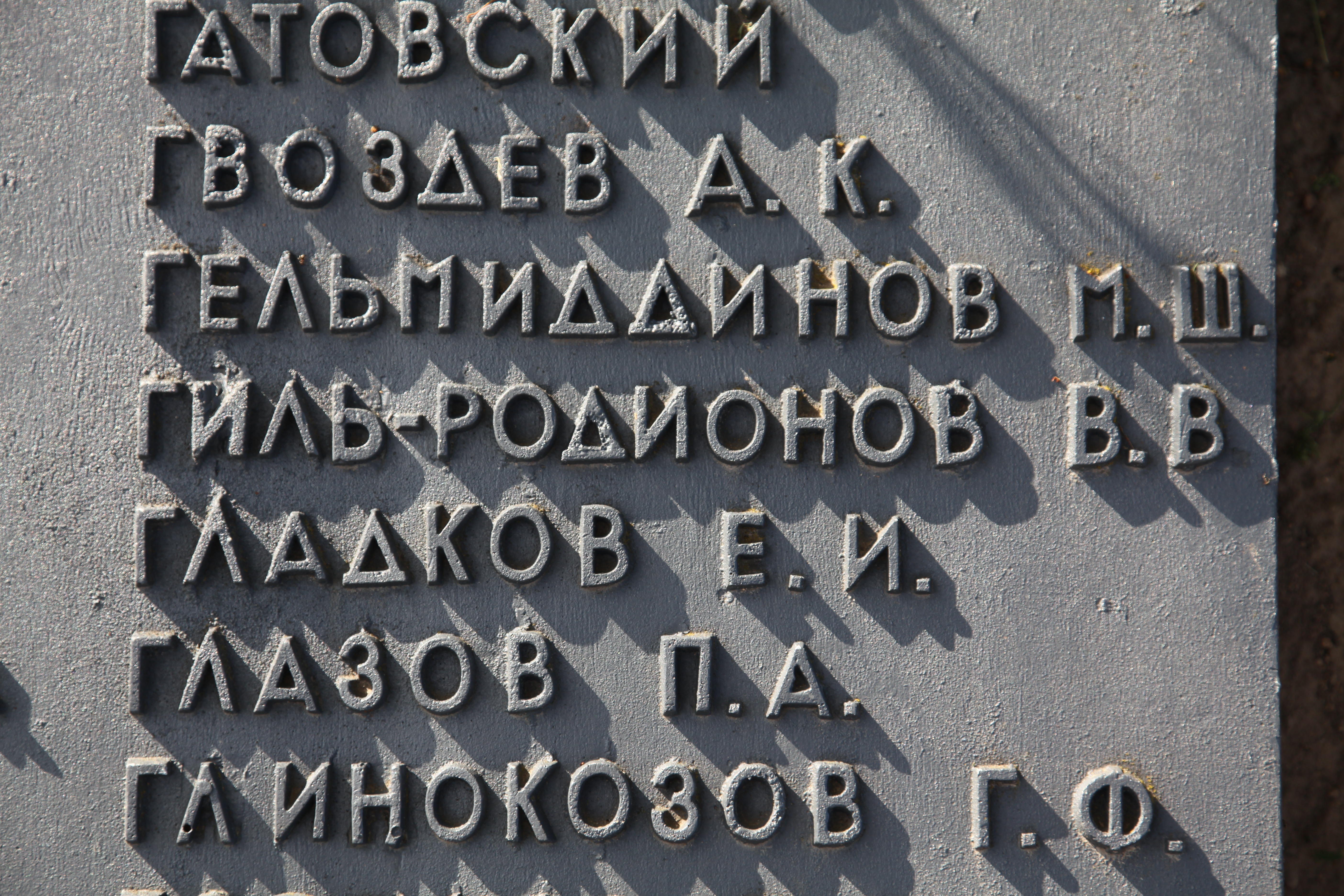
Мемориальная плита с именем В. В. Гиль-Родионова. Мемориальный комплекс «Прорыв», Ушачи

В 1990 году ветеран 1-й Антифашистской партизанской бригады Григорий Марков нашёл в Национальном архиве Республики Беларусь журнал боевых действий бригады. В нём была запись, что комбрига похоронили «в районе деревни Накол Южный в квадрате 02-70Б».
В областном штабе гражданской обороны по карте с координатной сеткой удалось отыскать место захоронения в районе деревни Чистое Глубокского района. В августе 1991 года члены военно-патриотического клуба «Поиск» и поискового клуба «Рубеж» из Запорожья, опросив местных жителей, нашли могилу Гиля. 16 сентября 1991 года останки Гиля и ещё семи партизан были перезахоронены в центральном сквере города Ушачи.
На плитах мемориального комплекса «Прорыв», открытого в Ушачском районе в 1974 году, увековечены имена более 200 партизан 1-й Антифашистской бригады, в том числе и Владимира Гиля. В экспозиции Музея народной славы в Ушачах представлены фотографии комбрига и ряда известных бойцов его бригады.

## Семья
Владимир Гиль был женат. Жена Анна Родионовна с сыном Вадимом и дочерью Галиной проживали по адресу Москва, Чапаевский пер., дом 12, кв. 121. После войны они переехали в Белоруссию. Пока дети были маленькими, Минский областной военкомат выплачивал им специальное пособие. Впоследствии они окончили физико-математический факультет Белорусского государственного университета. Дочь Галина Владимировна Щербина, кандидат физико-математических наук, была доцентом Харьковского авиационного института; сын Вадим Владимирович Гиль, кандидат технических наук, был заведующим секции криогенных процессов в Институте тепло- и массообмена Национальной академии наук Беларуси в Минске. До 1962 года Анна Родионовна работала на разных работах — прачкой, судомойкой, разносчицей. В результате ходатайства бывшего комиссара 1-й Антифашистской бригады Ивана Тимчука в 1966 году ей была назначена персональная пенсия.

## Легенды о Гиле
Со временем образ Гиля оброс многочисленными легендами и выдумками.

### Происхождение
Существовала версия о еврейском происхождении Гиля: одним из первых её выдвинул бывший пропагандист «Дружины» Леонид Самутин в своих воспоминаниях «Я был власовцем…», писавший, что Гиль говорил «несколько странно, с каким-то акцентом, но правильно». По словам писателя Василия Азоронка, фамилия Гиль считалась распространённой и среди евреев, а попавший в плен Гиль, пытаясь скрыть своё происхождение, взял себе документы некоего полковника Радионова, погибшего в бою, и позже фигурировал под этой фамилией в немецких документах. Однако в карточке военнопленного он значится под фамилией Гиль.
По рассказам Вадима Гиля, его отец якобы был дворянином по происхождению с немецкими и польскими корнями и грекокатоликом по вероисповеданию. Отцом Владимира Гиля, согласно этой версии, был Вальдемар Энтони фон Лютенгаузен-Вольф, потомок барона фон Лютенгаузен-Вольфа, который переехал в Россию ещё во времена императора Петра I преподавать математику в Навигацкой школе, а мать — Мария Казимировна Домбровская — внучатой племянницей польского короля Станислава Августа Понятовского. Дворянское происхождение объясняет и якобы знание Владимиром Гилем немецкого, французского и польского языков. Имение Дараганово, которое иногда ошибочно называют местом рождения Гиля, якобы было даровано Екатериной II семейству барона за верную службу Российской империи. После начала Первой мировой войны и последовавших в России немецких погромов отец Владимира якобы взял фамилию Гиль. По словам старшей сестры Гиля Елены, в 1930-е годы Владимир якобы занимался разведдеятельностью и неоднократно посещал Германию.

### Служба на стороне немцев
Переход к немцам и служба на стороне СС также окутаны догадками и домыслами: в момент пленения Гиль, по разным источникам, был не то брошен отступающими солдатами, не то ранен, не то находился без сознания. В некоторых источниках утверждается, что Гиль-Родионов якобы проходил подготовку в разведшколе СД в Берлине и даже был удостоен встречи с Гитлером, а за участие в операциях против партизан якобы получил два Железных креста. Официальных подтверждений какого-либо из этих утверждений не найдено.
По утверждению Юрия Дувалича (по одним источникам, «белорусского эмигранта», по другим — «русского националиста»), в местечке Зембин по приказу Гиля якобы были убиты 3 юноши и 2 девушки только за то, что они пришпилили к своим рубашкам и блузам белорусский национальный значок. Ещё одну историю описывали белорусские эмигранты Юрий Витьбич и Кастусь Акула: когда летом 1943 года под Лепелем были сожжены несколько деревень, а около 3 тысяч жителей согнаны в район села Иконки, Гиль якобы потребовал от крестьян просить его о помиловании на «литературном русском языке». Его белорусские крестьяне не знали. Тогда Гиль приказал расстрелять «предателей» из пулеметов.

### Служба на стороне партизан
Некоторые сослуживцы Гиля, оставшиеся на службе у немцев, не простили ему переход к партизанам. Именем майора Юхнова, бывшего начальника полигона в Виннице, были подписаны пропагандистские листовки под названием «Бандиту Родионову, под кличкой Гиль», в которых звучали обвинения в адрес Гиля в преступлениях против личного состава «Дружины» и неисполнении приказов вермахта. Шелленберг в своих мемуарах по ошибке утверждал, что Родионов после перехода на сторону партизан был направлен в Москву и награждён «Орденом Сталина».
По одной из версий, умиравшего Гиля якобы добил сослуживец со словами «Собаке собачья смерть». Точное местонахождение могилы Гиля оставалось неизвестным долгое время — ходили слухи, что гитлеровцы взорвали её или каким-то иным образом надругались. Лев Копелев в книге «Хранить вечно» излагает версию, согласно которой Гиль был доставлен самолётом в Москву и летом 1946 года содержался в больничной камере Бутырской тюрьмы.